# Boeil-Bezing
Boeil-Bezing är en kommun i departementet Pyrénées-Atlantiques i regionen Nouvelle-Aquitaine i sydvästra Frankrike. Kommunen ligger i kantonen Nay-Est som tillhör arrondissementet Pau. År 2022 hade Boeil-Bezing 1 330 invånare.

## Befolkningsutveckling
Antalet invånare i kommunen Boeil-Bezing
| Referens: INSEE |